# Finlands lejon (fyr)
Finlands lejon (finska: Suomen leijona) var en fyr mitt i Östersjön cirka 25 nautiska mil söder om finska Utö. Trots sitt finsk-klingande namn stod fyren på internationellt vatten, men ägdes av finska Sjöfartsverket.
Fyren hade en futuristisk design med en helikopterplatta högst upp på ett nedåt avsmalnande torn, något som ställde stora krav på bottenfundamentet och bottens beskaffenhet. År 1992 upptäcktes att fundamentet hade underminerats och att fyrtornet hotade att rasa. Problemet åtgärdades med utfyllning av sprängsten, men problemet återkom och 2004 då fyrens racon gick sönder bedömdes det vara för farligt att försöka reparera fyren. Den revs 2005 och ersattes av ett mindre, temporärt sjömärke.